# Nou mil
El nou mil és un nombre natural que s'escriu 9000 en el sistema de numeració àrab i MX en el romà. En el sistema binari és 10001100101000, en l'octal és 21450 i en l'hexadecimal és 2328. La seva factorització en nombres primers és 2³ × 3² × 5³.
Ocurrències del nombre nou mil:
- Designa l'any 9000 o el 9000 aC